# Fischer Racing
Fischer Racing ist ein deutsches Motorsportteam, das im Bereich Gran Turismo aktiv ist. Zwischen 2010 und 2012 setzte das Team unter dem Namen Young Driver Aston Martin Racing bzw. Young Driver AMR verschiedene Modelle des Automobilherstellers Aston Martin ein. 2010 und 2011 nahm das Team an der FIA-GT1-Weltmeisterschaft teil, 2012 am ADAC GT Masters sowie dem 24h-Rennen auf dem Nürburgring. Seit 2013 geht Fischer Racing als offizielles Aston Martin Racing-Partnerteam an den Start.

## Historie

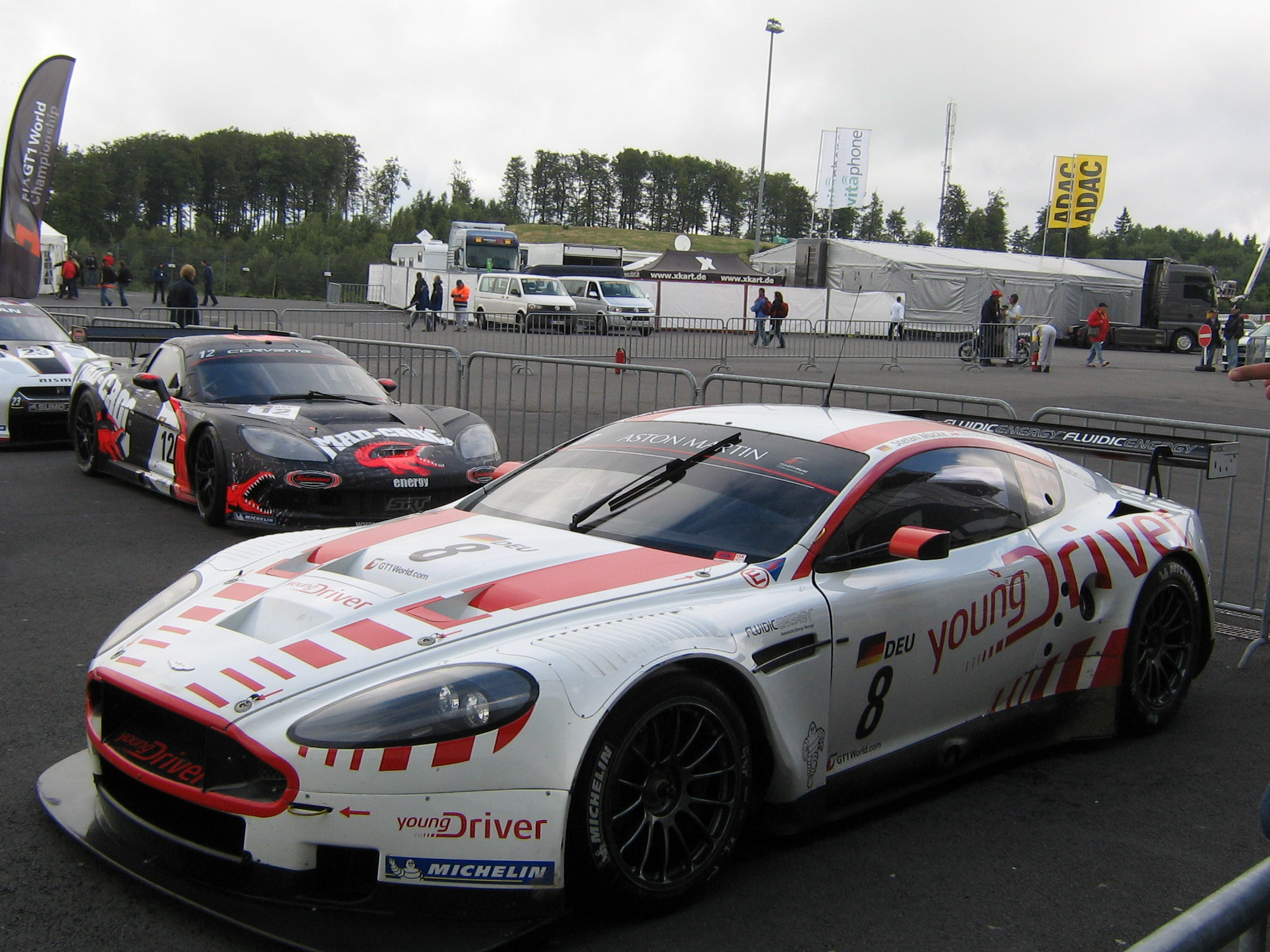
Der Aston Martin DBR9 von Stefan Mücke und Christoffer Nygaard am Nürburgring 2010

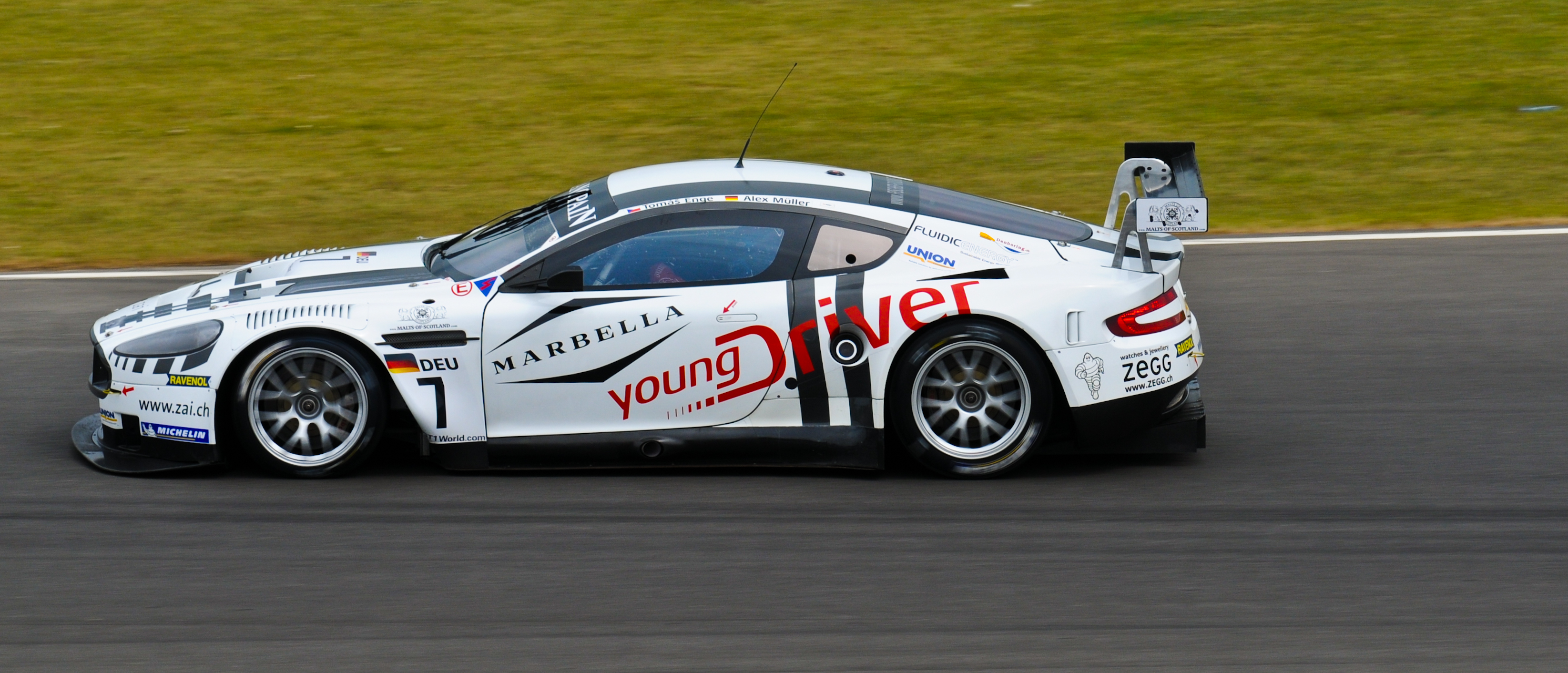
Ein Aston Martin DBR9 von Young Driver AMR in Silverstone 2011

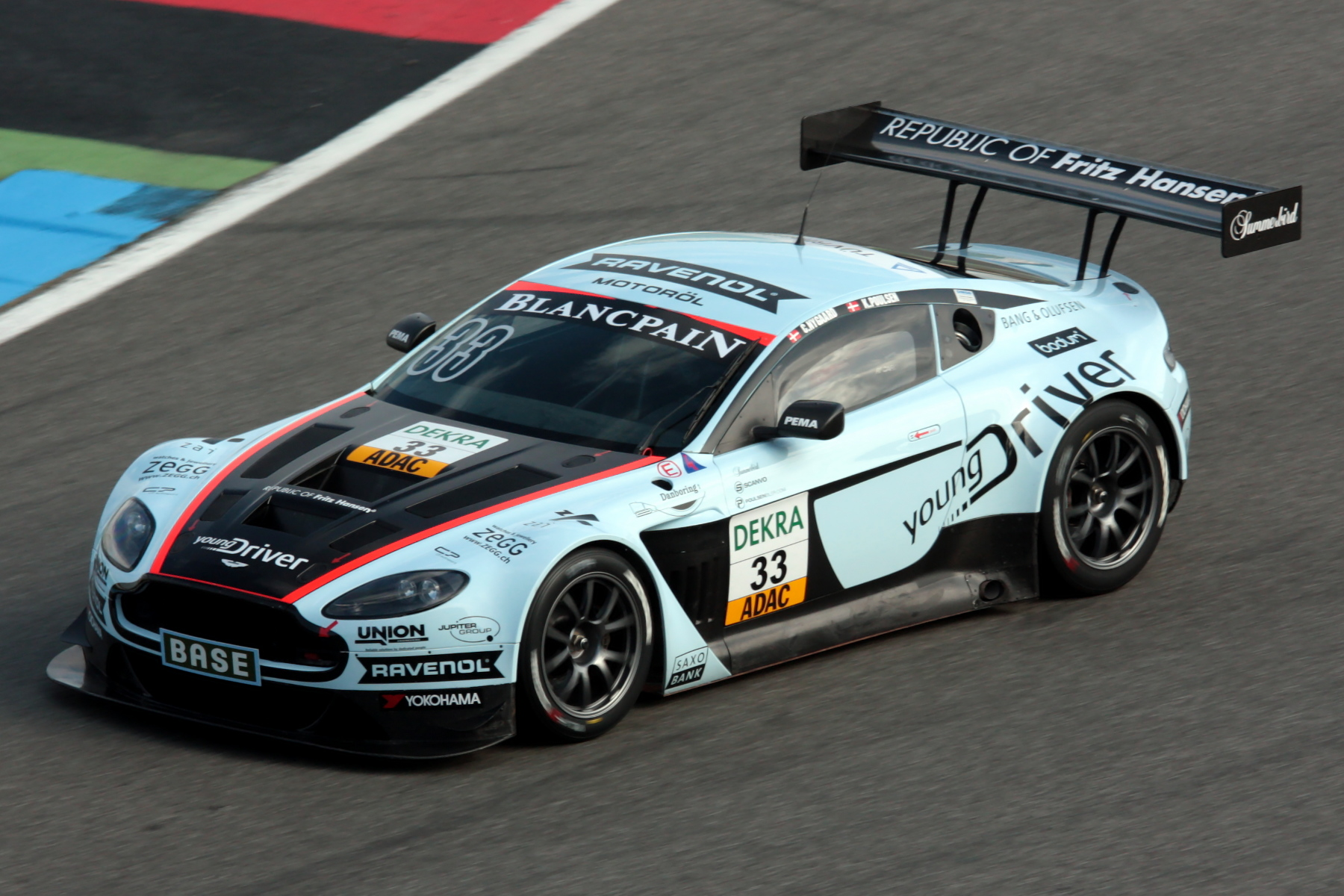
Ein Aston Martin Vantage V12 GT3 von Young Driver AMR im ADAC GT Masters 2012

### Tourenwagen & Gran Turismo
Von 2005 bis 2007 konnte Fischer Racing dreimal den Fahrertitel im deutschen Markenpokal SEAT León Supercopa gewinnen: 2005 und 2007 mit Thomas Marschall sowie 2006 mit Florian Gruber.
2009 wechselte Fischer Racing mit von Matech Concepts entwickelten GT3-Versionen des Ford GT in die FIA-GT3-Europameisterschaft. Die Stammfahrer waren Florian Gruber und der Däne Christoffer Nygaard. Den zweiten Ford GT teilten sich die Saison über fünf verschiedene Piloten. Nygaard fuhr gemeinsam mit Walter Lechner jr. ebenfalls für Fischer Racing im ADAC GT Masters.
2010 verblieb Fischer Racing als einziges Ford-Team in der FIA-GT3-EM und setzte nur ein Fahrzeug unter eigenem Namen ein. Neben Nygaard wurde der Finne Mikko Eskelinen Stammfahrer des vom Energydrink Mad-Croc gesponserten Ford GT. Florian Gruber vertrat Nygaard für das Wochenende in Portugal.
Neben der Teilnahme an der FIA-GT3-EM und der FIA-GT1-Weltmeisterschaft trat das Team als Young Driver AMR 2010 ebenfalls beim 24-Stunden-Rennen von Le Mans an. Die Stammfahrer Christoffer Nygaard und Tomáš Enge teilten sich einen Aston Martin DBR9 mit Peter Kox. Zur Vorbereitung auf das Rennen in Le Mans nahm Young Driver AMR ebenfalls am 1000-km-Rennen von Spa-Francorchamps teil, das im Rahmen der Le Mans Series ausgetragen wurde.
Auch im Jahr 2011 führte Fischer Racing den Rennbetrieb in der FIA-GT3-Europameisterschaft mit zwei Fahrzeugen unter eigenem Namen fort. Erneut kamen Eskelinen und Nygaard als Stammfahrer zum Einsatz. Den zweiten Ford GT teilten sich die Saison über sechs verschiedene Piloten.
Entgegen anders lautenden Berichten nahm Young Driver AMR 2012 nicht mehr an der GT1-Weltmeisterschaft teil. Stattdessen konzentrierte sich das Team in diesem Jahr auf den Einsatz von zwei Aston Martin Vantage der Gruppe GT3 im ADAC GT Masters. Die Fahrer der Saison 2012 waren die Brüder Johannes und Ferdinand Stuck sowie Christoffer Nygaard und sein dänischer Landsmann Kristian Poulsen, der Vizemeister der Amateurwertung wurde. Mit den Vantage GT3 nahm Young Driver AMR im selben Jahr auch am 24-Stunden-Rennen auf dem Nürburgring teil. Beim 24-Stunden-Rennen von Le Mans 2012 fungierte Fischer Racing unter der Nennung von Aston Martin Racing als Einsatzteam für einen Aston Martin Vantage GT2 für Christoffer Nygaard, Kristian Poulsen und Allan Simonsen.

### FIA-GT1-Weltmeisterschaft
2010 nahm Fischer Racing als Young Driver Aston Martin Racing an der neu ausgeschriebenen FIA-GT1-Weltmeisterschaft teil. Die Fahrerpaarungen der beiden Aston Martin DBR9 waren Tomáš Enge und Darren Turner sowie Stefan Mücke und Christoffer Nygaard. Bei den Läufen in Portugal und Argentinien wurde Nygaard durch die lokalen Piloten Pedro Lamy bzw. José María López ersetzt. Turner und Enge wurden Vierte der Fahrerwertung. Das Team erreichte den gleichen Platz in der Mannschaftswertung und verhalf Aston Martin zusammen mit Hexis Racing zum Gewinn des Herstellertitels.
2011 ersetzte Alex Müller Crystoffer Nygaard, während die übrigen Fahrer beibehalten und neu aufgeteilt wurden: Darren Turner fuhr gemeinsam mit Stefan Mücke; Tomáš Enge mit Neuzugang Müller. Mücke und Turner wurden Vizemeister der Fahrerwertung, derweil das Team beim letzten Saisonwochenende vom ersten auf den dritten Platz der Mannschaftswertung zurückfiel.
Young Driver AMR bestätigte frühzeitig die Teilnahme an der FIA-GT1-WM für das Jahr 2012, trat aber doch nicht an, nachdem aufgrund einer Regeländerung der Aston Martin DBR9 GT1 nicht mehr startberechtigt war und die GT1-WM rein auf GT3-Fahrzeuge setzte.

## Ergebnisse

### FIA-GT1-Weltmeisterschaft
| 2010 | Young Driver AMR | Aston Martin | 7 | DNF | 11  | 4   | EX | 2   | 2   | 10  | 16  | 10  | 6   | 1   | 1   | 4  | 10 | DNF | 4   | 1  | 2  | 10  | 15  | 147 | 4 |
| 2010 | Young Driver AMR | Aston Martin | 8 | 4   | DNF | DNF | 5  | 11  | DNF | DNF | 20  | 3   | DNF | 9   | 5   | 15 | 11 | DNS | DNS | 12 | 11 | DNF | 5   | 147 | 4 |
| 2011 | Young Driver AMR | Aston Martin | 7 | DNF | 6   | 3   | 3  | DNF | DNF | 10  | DNF | 1   | 2   | DNF | 13  | 2  | 3  | 16  | 14  | 1  | 2  | 5   | 10  | 231 | 3 |
| 2011 | Young Driver AMR | Aston Martin | 8 | DNF | 5   | DNF | 7  | 4   | 2   | 3   | 3   | DNF | DNF | 6   | DNF | 3  | 2  | 7   | 5   | 2  | 1  | DNS | DNS | 231 | 3 |

| Legende  | Legende            | Legende                                                          |
| Farbe    | Abkürzung          | Bedeutung                                                        |
| -------- | ------------------ | ---------------------------------------------------------------- |
| Gold     | –                  | Sieg                                                             |
| Silber   | –                  | 2. Platz                                                         |
| Bronze   | –                  | 3. Platz                                                         |
| Grün     | –                  | Platzierung in den Punkten                                       |
| Blau     | –                  | Klassifiziert außerhalb der Punkteränge                          |
| Violett  | DNF                | Rennen nicht beendet (did not finish)                            |
| Violett  | NC                 | nicht klassifiziert (not classified)                             |
| Rot      | DNQ                | nicht qualifiziert (did not qualify)                             |
| Rot      | DNPQ               | in Vorqualifikation gescheitert (did not pre-qualify)            |
| Schwarz  | DSQ                | disqualifiziert (disqualified)                                   |
| Weiß     | DNS                | nicht am Start (did not start)                                   |
| Weiß     | WD                 | zurückgezogen (withdrawn)                                        |
| Hellblau | PO                 | nur am Training teilgenommen (practiced only)                    |
| Hellblau | TD                 | Freitags-Testfahrer (test driver)                                |
| ohne     | DNP                | nicht am Training teilgenommen (did not practice)                |
| ohne     | INJ                | verletzt oder krank (injured)                                    |
| ohne     | EX                 | ausgeschlossen (excluded)                                        |
| ohne     | DNA                | nicht erschienen (did not arrive)                                |
| ohne     | C                  | Rennen abgesagt (cancelled)                                      |
| ohne     | keine WM-Teilnahme |                                                                  |
| sonstige | P/fett             | Pole-Position                                                    |
| sonstige | 1/2/3/4/5/6/7/8    | Punktplatzierung im Sprint-/Qualifikationsrennen                 |
| sonstige | SR/kursiv          | Schnellste Rennrunde                                             |
| sonstige | *                  | nicht im Ziel, aufgrund der zurückgelegten Distanz aber gewertet |
| sonstige | ()                 | Streichresultate                                                 |
| sonstige | unterstrichen      | Führender in der Gesamtwertung                                   |

## Galerie

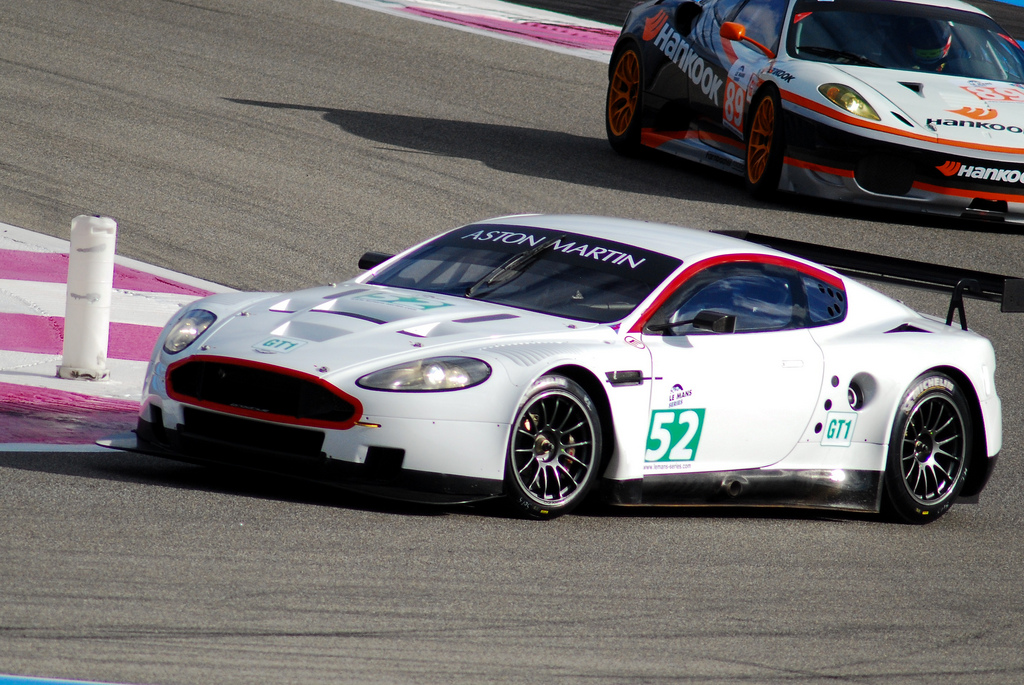
Young Driver AMR bei den offiziellen Testfahrten der Le Mans Series auf dem Circuit Paul Ricard 2010
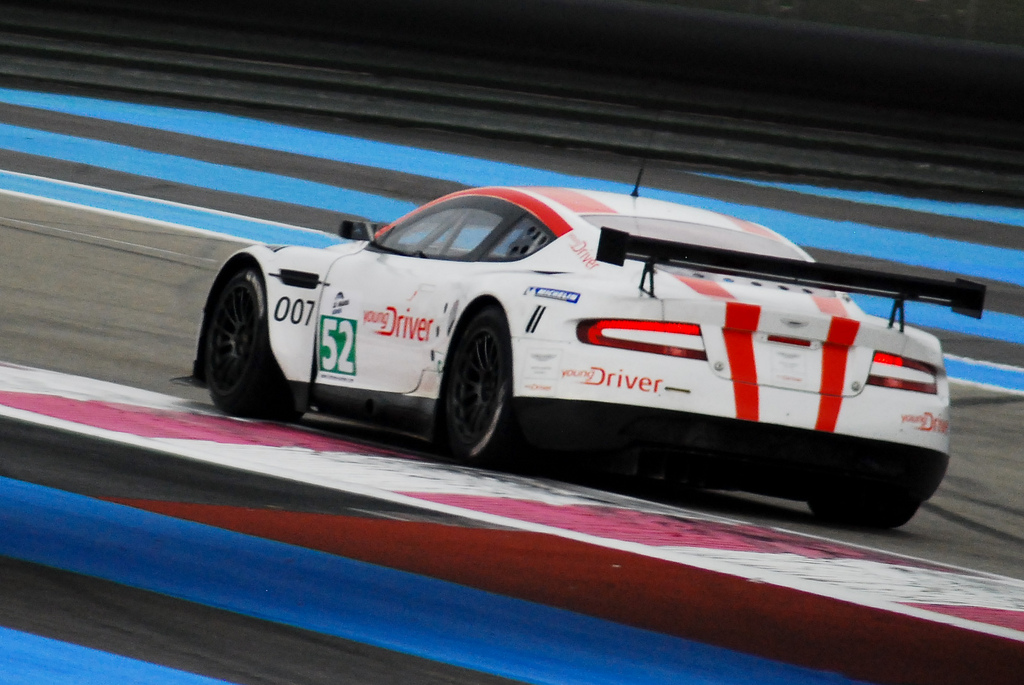
Das Heck des Aston Martin DBR9 bei den Testfahrten der Le Mans Series 2010
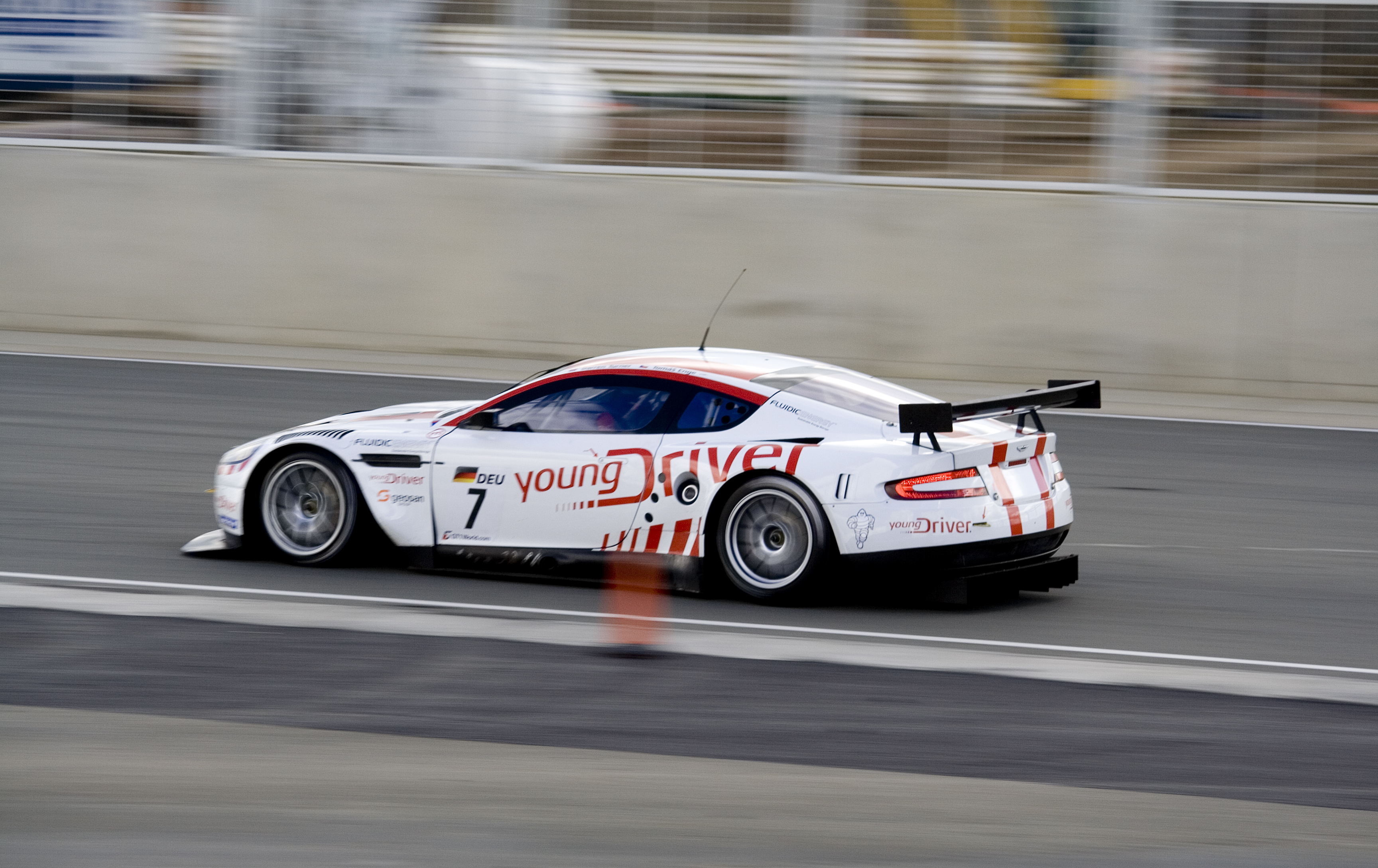
Ein Fahrzeug von Young Driver AMR beim FIA-GT1-WM-Lauf in Silverstone 2010
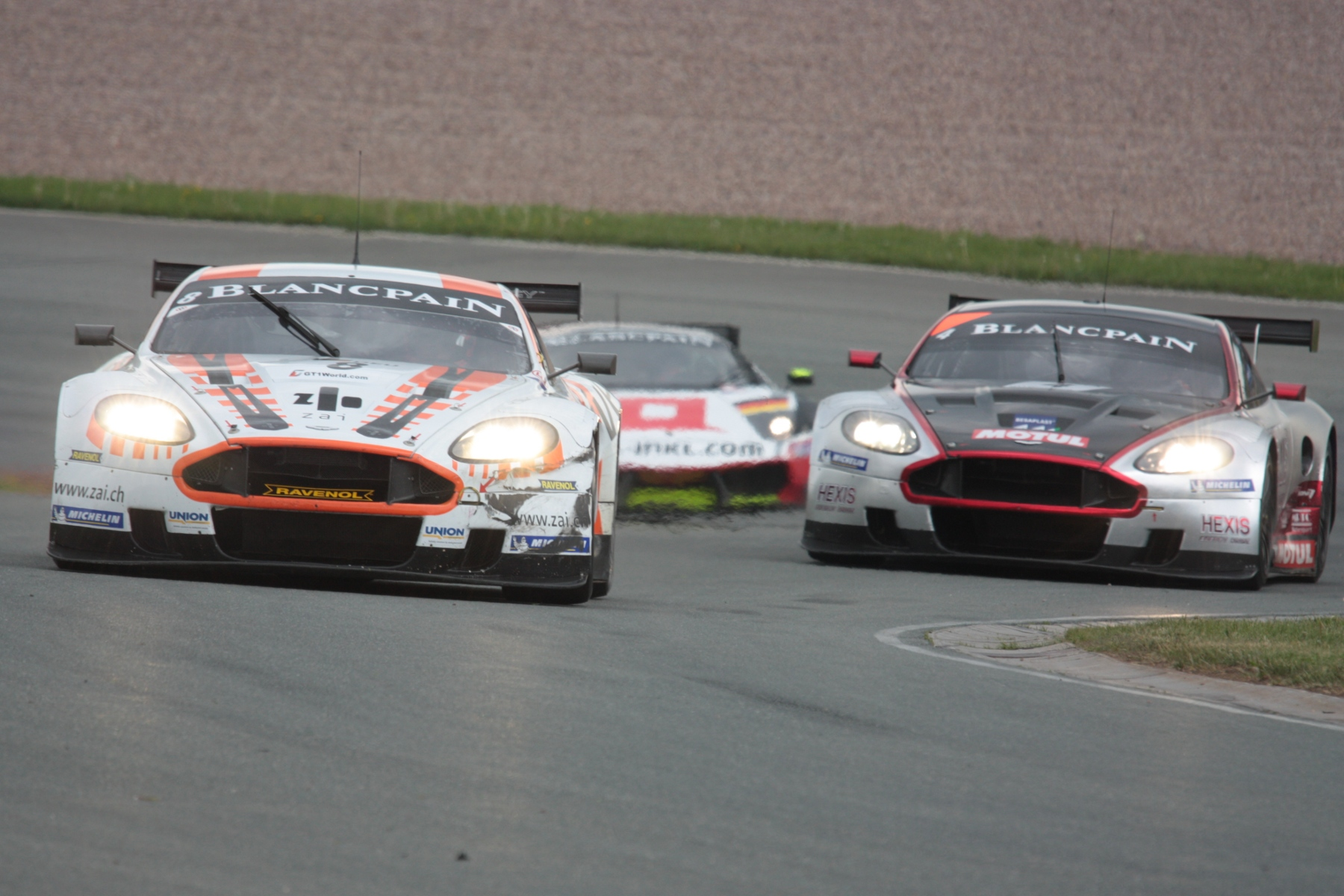
Stefan Mücke während des FIA-GT1-WM-Laufes auf dem Sachsenring 2011
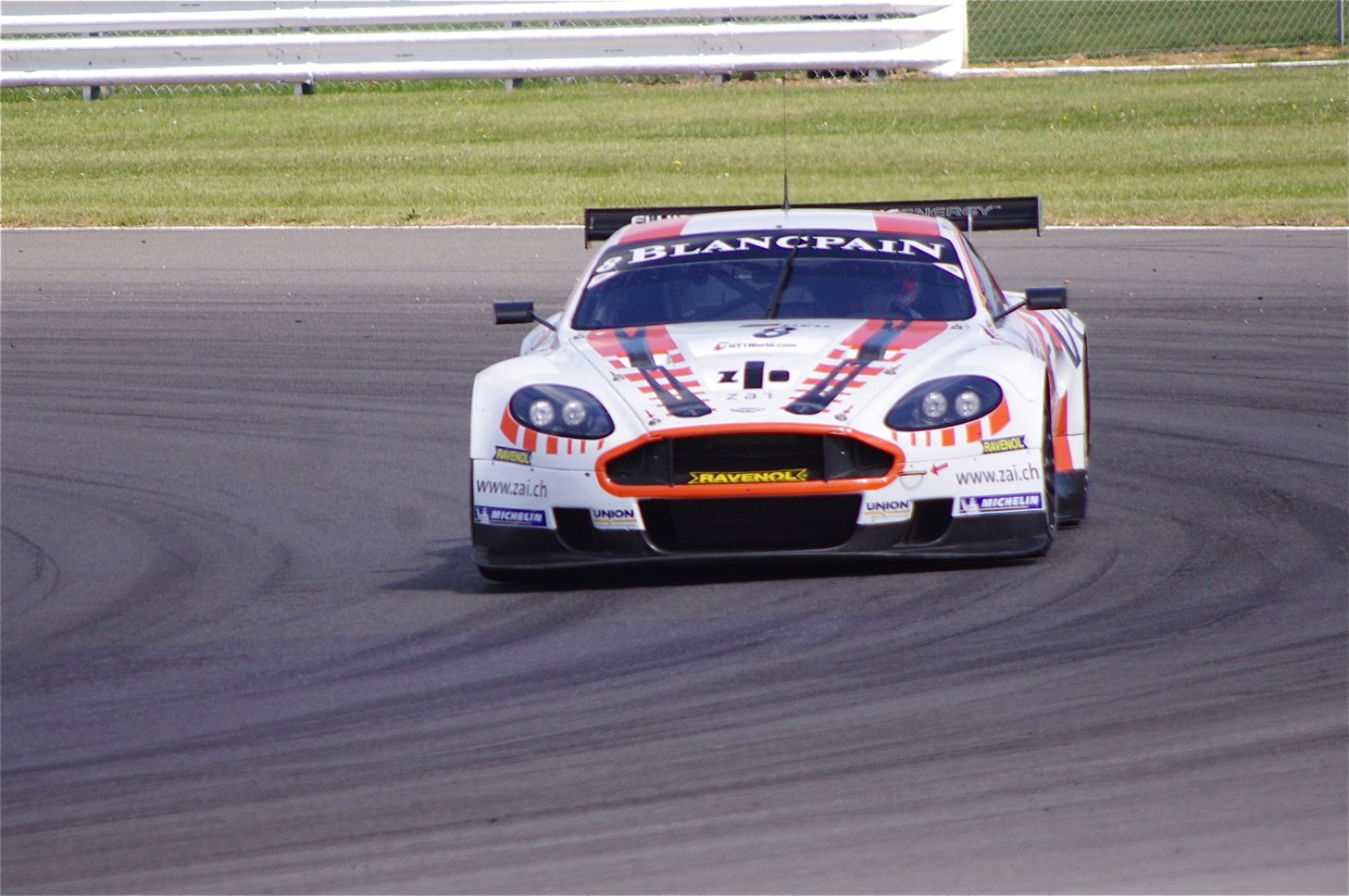
Young Driver AMR beim FIA-GT1-WM-Lauf in Silverstone 2011